# Palaemnema paulicaxa
Palaemnema paulicaxa – gatunek ważki z rodziny Platystictidae. Występuje na terenie Ameryki Środkowej.